# Bertula bisectalis
Bertula bisectalis là một loài bướm đêm trong họ Erebidae.